# Begovača
Begovača – wieś w Chorwacji, w żupanii bielowarsko-bilogorskiej, w gminie Berek. W 2011 roku liczyła 36 mieszkańców.